# Paolo Conticini
Paolo Conticini (Pisa, 10 gennaio 1969) è un attore e conduttore televisivo italiano.

## Biografia
Dopo un passato da modello, spogliarellista, disegnatore in uno studio di arredamento e gestore di una palestra, conosce Christian De Sica all’età di 23 anni. Debutta come attore, lavorando numerose volte con De Sica, sia per il cinema che per la televisione, come nei cinepanettoni Vacanze di Natale ‘95 (1995), Vacanze di Natale 2000 (1999), Natale sul Nilo (2002), Natale in India (2003), Natale a Rio (2008) e Natale a Beverly Hills (2009). Ha anche partecipato con De Sica e suo figlio Brando alla miniserie TV Attenti a quei tre (2004) e al cine-cocomero Un'estate ai Caraibi, nel 2009.
Per la televisione è anche il commissario-vice questore Gaetano Berardi nelle sette stagioni della serie TV Provaci ancora prof! (2005-2017), con Veronica Pivetti. Nel 2008 e nel 2009 ha presentato lo Zecchino d'Oro, con Veronica Maya. Nel 2011 prende parte alla serie TV Come un delfino, con Raoul Bova e alla settima e ottava stagione della serie TV di Un medico in famiglia. Nel 2011 è nel cast del programma televisivo di Lasciami cantare!. A settembre 2011 è, un attore di soap opera, nella seconda stagione della serie TV Anna e i cinque, con Sabrina Ferilli.
Tra il mese di settembre e novembre 2012 partecipa alla seconda edizione di Tale e quale show, il programma di Rai 1 condotto da Carlo Conti. In seguito partecipa al torneo finale tra le due edizioni. Il 12 gennaio 2013 è prevista una puntata speciale di Tale e quale show - Duetti in cui, insieme a Rosalia Misseri canta Ti lascerò di Fausto Leali ed Anna Oxa.
Nella puntata del 28 novembre 2014 partecipa alla mission impossible di Gabriele Cirilli, all'interno di Tale e quale show, con lo stesso Gabriele Cirilli e Flavio Insinna, interpretando la canzone Fatti più in là delle Sorelle Bandiera. Il 25 e il 29 novembre nella 1ª e 5ª puntata presenta ancora una volta lo Zecchino d'Oro, insieme a Veronica Maya.
Partecipa alla prima puntata del programma Stasera tutto è possibile.
Nell'autunno 2015 e nell'inverno 2015-2016 è, con Serena Autieri a teatro, in Vacanze romane.
Nel 2020 prende parte alla quindicesima edizione del programma Ballando con le stelle, accompagnato dalla ballerina Veera Kinnunen.
Un anno dopo, a partire dal 4 ottobre 2021, debutta come conduttore sul Nove nel programma Cash or Trash - Chi offre di più?. A dicembre torna come conduttore allo Zecchino d'Oro, giunto alla sua 64ª edizione, insieme a Francesca Fialdini. Nel 2022 partecipa e vince la terza edizione de Il cantante mascherato, con la maschera della Volpe. Successivamente prende parte come concorrente alla seconda edizione del Natale e quale show e alla prima e seconda edizione di Tale e quale Sanremo, e ritorna come guest a Tale e quale show, affiancando Francesco Paolantoni e Gabriele Cirilli per una sola esibizione. Nel frattempo è tornato a fare fiction recitando nella prima stagione di Un professore, nella seconda di Cuori e in Gloria nella quale interpreta se stesso.
Dal 2013 è sposato con Giada Parra.

## Filmografia

### Cinema

Christian De Sica e Paolo Conticini in una scena del film Vacanze di Natale '95 (1995) di Neri Parenti

- Uomini uomini uomini, regia di Christian De Sica (1995)
- Viaggi di nozze, regia di Carlo Verdone (1995)
- Vacanze di Natale '95, regia di Neri Parenti (1995)
- 3, regia di Christian De Sica (1996)
- Simpatici & antipatici, regia di Christian De Sica (1998)
- Paparazzi, regia di Neri Parenti (1998)
- Vacanze di Natale 2000, regia di Carlo Vanzina (1999)
- Body Guards - Guardie del corpo, regia di Neri Parenti (2000)
- Natale sul Nilo, regia di Neri Parenti (2002)
- Natale in India, regia di Neri Parenti (2003)
- The Clan, regia di Christian De Sica (2005)
- Parlami di me, regia di Brando De Sica (2008)
- Natale a Rio, regia di Neri Parenti (2008)
- Un'estate ai Caraibi, regia di Carlo Vanzina (2009)
- Natale a Beverly Hills, regia di Neri Parenti (2009)
- Buona giornata, regia di Carlo Vanzina (2012)
- Sapore di te, regia di Carlo Vanzina (2014)
- Matrimonio al Sud, regia di Paolo Costella (2015)
- Attesa e cambiamenti, regia di Sergio Colabona (2016)
- Un Natale al Sud, regia di Federico Marsicano (2016)
- Tiro libero, regia di Alessandro Valori (2017)
- Natale da chef, regia di Neri Parenti (2017)
- Di tutti i colori, regia di Max Nardari (2017)
- Dobbiamo stare vicini, regia di Gianluca Mattei e Mario Sanzullo (2024)

### Televisione
- Un posto al sole  – serial TV (1998)
- Una donna per amico – serie TV, episodio 2x04 (2000)
- A casa di Anna, regia di Enrico Oldoini – miniserie TV (2004)
- Attenti a quei tre, regia di Rossella Izzo – miniserie TV (2004)
- Provaci ancora prof! – serie TV (2005-2008; 2013-2017)
- Ricomincio da me, regia di Rossella Izzo – miniserie TV (2006)
- Lo zio d'America – serie TV (2002-2006)
- Fratelli Detective – serie TV (2009)
- Due imbroglioni e... mezzo!, regia di Franco Amurri – miniserie TV (2010)
- Anna e i cinque 2 – serie TV (2011)
- L'affondamento del Laconia, regia di Uwe Janson – miniserie TV (2011)
- Un medico in famiglia – serie TV (2011-2013)
- Come un delfino – serie TV (2011-2013)
- Margarita Nazarova, regia di Konstantin Maximov – miniserie TV (2015-2016)
- Un professore – serie TV (2021)
- Cuori 2 – serie TV (2023)
- Gloria – serie TV, episodi 1x01-1x02-1x06 (2024)
- A Capodanno tutti da me, regia di Toni Fornari e Andrea Maia – film TV (2025)

### Doppiatore
- Ortone e il mondo dei Chi, regia di Jimmy Hayward e Steve Martino (2008) – Sindachì

## Teatro
- Un americano a Parigi - Tributo a George Gershwin, regia di Franco Miseria, musiche di George Gershwin, con Christian De Sica, Monica Scattini, Manuel Frattini – musical (1999-2001)
- Medea (2004)
- Parlami di me, regia di Marco Mattolini, con Christian De Sica (2006-2008)
- Vacanze romane, regia di Luigi Russo, con Serena Autieri (2015-2016)
- Mamma Mia!, regia di Massimo Romeo Piparo (2017-2022)
- The Full Monty, regia di Massimo Romeo Piparo – musical (2019-2020)
- La prima volta, regia di Luigi Russo (2021-)
- Tootsie, regia di Massimo Romeo Piparo, con Enzo Iacchetti – musical (2024-2025)[4]

## Programmi TV
- Zecchino d'Oro (Rai 1, 2008-2009, 2014, 2021-2023)
- David di Donatello (Rai 1, 2009)
- Tale e quale show (Rai 1, 2012) – concorrente
- Tale e quale show - Il torneo (Rai 1, 2012-2013) – concorrente
- Intervista allo specchio (Arturo TV, 2012)
- Superbrain - Le supermenti (Rai 1, 2013)
- Porta a porta (Rai 1, 2015) – inviato
- Portobello (Rai 1, 2018) – inviato
- Ballando con le stelle (Rai 1, 2020) – concorrente
- A grande richiesta - Parlami d'amore (Rai 1, 2021)
- Cash or Trash - Chi offre di più? (Nove, dal 2021) – conduttore
- Il cantante mascherato (Rai 1, 2022) – concorrente, vincitore
- Una scatola al giorno (Rai 2, 2022)
- Natale e quale - Speciale Telethon (Rai 1, 2022-2023) – concorrente
- Tale e quale Sanremo (Rai 1, 2023-2024) – concorrente

## Riconoscimenti
- Premio «Pisani si nasce [...] pisani si diventa» (2006)[5]
- Giffoni Award (2009)
- Premio "Chiavi d'Oro" (2009)[6]
- premio l'Altra Italia: “Vite da Premio” (2009)[7]
- Premio Le Baleari “Il Guerriero Pisano” (2010)
- Premio Internazionale “GINESTRA D'ORO” (2010)[8]
- Premio SAFITER (2012)[9]
- Premio Renzo Montagnani (2013)
- Premio Margutta – La Via delle Arti (2010)
- Premio Gala del Cinema e della Fiction in Campania 2013 (Attore impegnato nel sociale)[10]
- Premio Noto Premia L'Eccellenza (2014)[11]
- Premio Il Gentleman (categoria fiction)[12][13]
- Premio Flaiano 2018 – Miglior musical per Mamma Mia!